# Federico I di Meißen

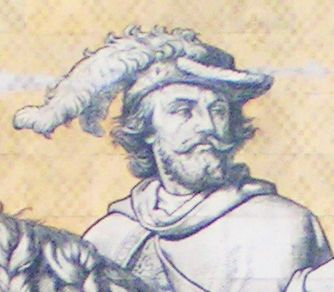
Friedrich der Gebissene visto da Wilhelm Tell (Dresda, Fürstenzug).

Federico I di Meißen detto il Coraggioso o il Morsicato (Eisenach, 1257 – Eisenach, 16 novembre 1323) fu margravio di Meißen e Langravio di Turingia.

## Biografia
Federico era figlio del Margravio Alberto II di Meißen e di Margherita di Sicilia. Secondo la leggenda, nel 1270, sua madre, assillata dalla sua presenza, lo morse sul collo: da quel momento venne conosciuto anche col soprannome di il Morsicato. Da altre fonti risulta invece che a morderlo sia stato il cane della futura matrigna, o la stessa in un eccesso d'ira, in quanto il bambino, strappato alla madre ed affidato alla nuova promessa del padre, Cunegonda d'Isenburg, nipote del papa, reclamava la madre con urli e strepiti, aggredendo Cunegonda.
Alla morte di Corradino di Svevia nel 1268, egli, quale figlio di Margherita, era nipote di Federico II ed Isabella d'Inghilterra, ma il re d'Inghilterra Enrico III sostenne che il pretendente legittimo al trono degli Hohenstaufen era lo zio Enrico, fratello di sua madre, che ottenne per breve tempo i titoli di Re di Gerusalemme e di Sicilia e di Ducato di Svevia e quindi, secondo i piani alternativi di successione al trono di Federico II che riguardavano i figli di Isabella d'Inghilterra, essendo l'imperatore Enrico, detto Otto, Re della Tuscia, premorto, suo successore era il fratello minore Federico detto de Stupho, in esilio presso la corte dello zio Re Enrico fratello della madre Isabella d'Inghilterra d'Anjou, terza moglie di Federico II Re: nel decreto di condanna a morte del 1275 di Carlo d'Angiò, infatti viene indicato come Fridericus de stupho, in senso dispregiativo. Egli venne spodestato anche della Terrasanta, dove Carlo d'Angiò ottenne il potere, anche sul Sud Italia. Il Margravio Federico propose l'invasione dell'Italia nel 1269, ed ottenne per questo l'appoggio dei lombardi ghibellini, ma il piano fallì e l'impresa non venne più presa in considerazione successivamente. Dal 1280, divenne anche conte palatino di Sassonia.
Dal momento che il padre gli preferiva, per pressioni papali, il fratellastro, Federico e suo fratello Diezmann entrarono in guerra con lui. Federico venne catturato nel 1281, ma dopo un lungo scontro il padre riconobbe anche i diritti dei fratelli, nel 1289. Alla morte del loro cugino Federico Tuta (1291), entrambi i fratelli presero possesso delle sue terre e Federico, nello specifico, ricevette il Margraviato di Meißen, lasciando al padre solo il Margraviato di Landsberg. Ad ogni modo, il Re Adolfo di Nassau ritenne più giusto che Meißen e la marca sassone tornassero alla corona alla morte di Tuta, e comprò la Turingia dall'indebitato Alberto. I fratelli furono nuovamente chiamati alle armi per difendere la loro eredità, ma dovettero rinunciare alle loro terre. Federico si recò in esilio sino alla morte di Adolfo, quando le terre tornarono in suo possesso, momento in cui anche suo padre si riconciliò con lui. Poco dopo, ad ogni modo, il Re Alberto I pretese la Turingia e venne supportato dalle città, che miravano all'indipendenza (reichsunmittelbar). La famiglia dei langravi venne assediata al Castello di Wartburg dalle forze degli Eisenach; ad ogni modo, Federico ebbe successo e le liberò. Ma solo la vittoria a Lucka il 31 maggio 1307 diede rilievo alla posizione dei due fratelli, e prima che il re potesse racimolare nuove forze, egli morì.
Alla morte di Diezmann (1307) i suoi vassalli resero omaggio al solo Federico, dal momento che Alberto aveva rinunciato al governo in favore di una tassa annua. Solo le città continuavano ad opporsi a Federico. Ma Erfurt venne assoggettata con la forza ed egli si riconciliò con l'Imperatore Enrico VII, al quale aveva originariamente rifiutato di sottomettersi. Nel 1310, l'Imperatore gli garantì le proprie terre ed i propri feudi.
Ad ogni modo, lo scontro con il Brandeburgo continuava e quando Federico venne catturato dal Margravio Valdemaro di Brandeburgo, dovette comprare la propria libertà per 32.000 marchi d'argento e con la cessione della Bassa Lusazia, nel Trattato di Tangermünde del 1312. I feudi vennero rinnovati nel 1316, ma cessarono di esistere nel 1317 con la Pace di Magdeburgo. Con l'estinzione della casata degli Ascanidi della regione, Federico riottenne tutte le proprie terre perse eccetto Landsberg e la Bassa Lusazia. Ora fu in grado di stabilire una Landfrieden (pace) generale.

## Morte
Bloccato da una paralisi sin dal 1321, Federico morì il 16 novembre 1323. Le sue ossa vennero in seguito spostate da Eisenach al Castello di Grimmenstein a Gotha e successivamente alla demolizione di questo, venne sepolto nel Castello di Friedenstein; ad ogni modo, la sua tomba venne eretta a Reinhardsbrunn. Nel 1285, egli sposò Agnese, figlia del Conte Mainardo II di Tirolo-Gorizia e di Elisabetta di Baviera, vedova e madre di Corradino, e dopo la morte di Agnese sposò Elisabetta di Arnshaugk, figlia della matrigna, nel 1303. Solo due figli gli sopravvissero, Elisabetta che sposò il Langravio Enrico II d'Assia, nel 1322, e Federico, suo successore.

## Matrimoni

### Primo Matrimonio
Nel 1286 sposò Agnese di Gorizia (?-14 maggio 1293), figlia del duca Mainardo II di Tirolo-Gorizia e di Elisabetta di Baviera. La coppia ebbe un figlio:
1. Federico (9 maggio 1293–13 gennaio 1315), sposò Anna di Sassonia-Wittenberg, figlia del duca Alberto II di Sassonia-Wittenberg

### Secondo Matrimonio
Sposò, il 24 agosto 1300, Elisabetta di Lobdeburg-Arnshaugk (1286 – 22 agosto 1359), figlia di Otto IV di Lobdeburg-Arnshaugk. Ebbero due figli:
1. Elisabetta (1306–1368), sposò il langravio Enrico II d'Assia, nel 1322
2. Federico II (1310–1349)

## Ascendenza
|                        |                     |                          | Genitori                 |  |  | Nonni |  |  | Bisnonni              |  |  | Trisnonni           |  |
|                        |                     |                          |                          |  |  |       |  |  | Teodorico I di Meißen |  |  | Ottone II di Meißen |  |
|                        |                     |                          |                          |  |  |       |  |  | Teodorico I di Meißen |  |  | Ottone II di Meißen |  |
|                        |                     | Edvige di Brandeburgo    |                          |  |  |       |  |  | Teodorico I di Meißen |  |  |                     |  |
| Enrico III di Meißen   |                     |                          |                          |  |  |       |  |  | Teodorico I di Meißen |  |  |                     |  |
|                        |                     | Jutta di Turingia        | Ermanno I di Turingia    |  |  |       |  |  |                       |  |  |                     |  |
|                        |                     | Jutta di Turingia        | Ermanno I di Turingia    |  |  |       |  |  |                       |  |  |                     |  |
|                        |                     | Jutta di Turingia        | Sofia di Sommerschenburg |  |  |       |  |  |                       |  |  |                     |  |
| Alberto II di Meißen   |                     | Jutta di Turingia        |                          |  |  |       |  |  |                       |  |  |                     |  |
|                        |                     | Leopoldo VI di Babenberg | Leopoldo V di Babenberg  |  |  |       |  |  |                       |  |  |                     |  |
|                        |                     | Leopoldo VI di Babenberg | Leopoldo V di Babenberg  |  |  |       |  |  |                       |  |  |                     |  |
|                        |                     | Leopoldo VI di Babenberg | Teodora Comnena          |  |  |       |  |  |                       |  |  |                     |  |
| Costanza d'Austria     |                     | Leopoldo VI di Babenberg |                          |  |  |       |  |  |                       |  |  |                     |  |
|                        |                     | Teodora Angelina         | …                        |  |  |       |  |  |                       |  |  |                     |  |
|                        |                     | Teodora Angelina         | …                        |  |  |       |  |  |                       |  |  |                     |  |
|                        |                     | Teodora Angelina         | …                        |  |  |       |  |  |                       |  |  |                     |  |
| Federico I di Meißen   |                     | Teodora Angelina         |                          |  |  |       |  |  |                       |  |  |                     |  |
|                        | Enrico VI di Svevia | Federico Barbarossa      |                          |  |  |       |  |  |                       |  |  |                     |  |
|                        | Enrico VI di Svevia | Federico Barbarossa      |                          |  |  |       |  |  |                       |  |  |                     |  |
|                        | Enrico VI di Svevia | Beatrice di Borgogna     |                          |  |  |       |  |  |                       |  |  |                     |  |
| Federico II di Svevia  | Enrico VI di Svevia |                          |                          |  |  |       |  |  |                       |  |  |                     |  |
|                        |                     | Costanza d'Altavilla     | Ruggero II di Sicilia    |  |  |       |  |  |                       |  |  |                     |  |
|                        |                     | Costanza d'Altavilla     | Ruggero II di Sicilia    |  |  |       |  |  |                       |  |  |                     |  |
|                        |                     | Costanza d'Altavilla     | Beatrice di Rethel       |  |  |       |  |  |                       |  |  |                     |  |
| Margherita di Sicilia  |                     | Costanza d'Altavilla     |                          |  |  |       |  |  |                       |  |  |                     |  |
|                        |                     | Giovanni d'Inghilterra   | Enrico II d'Inghilterra  |  |  |       |  |  |                       |  |  |                     |  |
|                        |                     | Giovanni d'Inghilterra   | Enrico II d'Inghilterra  |  |  |       |  |  |                       |  |  |                     |  |
|                        |                     | Giovanni d'Inghilterra   | Eleonora d'Aquitania     |  |  |       |  |  |                       |  |  |                     |  |
| Isabella d'Inghilterra |                     | Giovanni d'Inghilterra   |                          |  |  |       |  |  |                       |  |  |                     |  |
|                        |                     | Isabella d'Angoulême     | Ademaro III d'Angoulême  |  |  |       |  |  |                       |  |  |                     |  |
|                        |                     | Isabella d'Angoulême     | Ademaro III d'Angoulême  |  |  |       |  |  |                       |  |  |                     |  |
|                        |                     | Isabella d'Angoulême     | Alice di Courtenay       |  |  |       |  |  |                       |  |  |                     |  |
|                        |                     | Isabella d'Angoulême     |                          |  |  |       |  |  |                       |  |  |                     |  |

## Fonti
- At Meyers Konversationslexikon, 1880, su susi.e-technik.uni-ulm.de:8080.
- Wegele: Friedrich der Freidige etc. und die Wettiner seiner Zeit. Nördlingen, 1870
- Friedrich der Freidige, su mdr.de. URL consultato il 25 marzo 2008 (archiviato dall'url originale il 27 agosto 2005).